# مريم سي دوارا
مريم سي دوارا (بالفرنسية: Mariam Sy Diawara)‏ هي سيدة أعمال من ساحل العاج متخصصة في وسائل الاتصال والإعلان، كذلك فعل الخير. هي مؤسسة ورئيسة جمعية «دار افريقيا ماندينغو»، وهي بيث ثقافة ومتحف، في مونتريال، كيبيك، كندا.
اشتهرت مريم في عالم الإعلان في إفريقيا الفرنكوفونية بإنشاء منظمة الاتصالات تُدعى "مجموعة الكون"، والتي تضم العديد من وكالات الإعلان والنشر والتعليم والسياحة في ساحل العاج.جاءت لأول مرة إلى كيبيك في عام 1982م حيث تقول: "شجعت أطفالي على الدراسة هنا ووصلت إلى مونتريال في عام 2000 وبقيت لمدة عام حيث الانتفاضة السياسية في البلاد أجبرتني على الإقامة في كندا".". خلال إقامتها في مونتريال خطر لها فكرة إنشاء دار للافارقة في كندا House of Africa Mandingo ومنذ إنشائها أصبحت مكانًا مهمًا للأفارقة الذين يعيشون في مونتريال وكذلك لأبناء مونتريال المهتمين بأفريقيا